# Annapolis (aranya)
Annapolis mossi és una espècie d'aranya araneomorfa de la subfamilia Erigoninae, pertanyent a la família Linyphiidae. És l'únic membre del gènere monotípic Annapolis.
Fou descrita per primera vegada per Alfred Frank Millidge l'any 1984,

## Distribució
Es pot trobar a l'estat de Maryland als Estats Units.